# Alan Reid
Alan Reid (N. 1976) es un artista plástico estadounidense que vive y trabaja en la ciudad de Nueva York.
Representa imágenes de un tono irónicamente aburrido, modelos de rostro aguileño que han sido llamadas provocativamente iluminadas, con colorido tan delicado como su elegancia misma.
El artista invita a la labor del razonamiento, la provocación y la negociación de absurdos escenarios con la participación de mujeres majestuosas en insípidas situaciones.